# 王勱
王 勱（おう ばい、天監5年（506年）- 太建4年5月2日（572年5月29日））は、南朝梁から陳にかけての政治家。字は公済。本貫は琅邪郡臨沂県。

## 経歴
王琳と義興昭長公主蕭令嫕（南朝梁の武帝の同母妹）のあいだの子として生まれた。南朝梁の武帝のときに国子周易生となり、射策挙に及第して、秘書郎・太子舎人・宣恵武陵王主簿・軽車河東王功曹史を歴任した。河東王蕭誉が京口に出向すると、王勱はこれに随従しようとしたが、張纘の推挙を受けて太子洗馬となった。太子中舎人に転じ、司徒左西属をつとめた。さらに南徐州別駕従事史として出向した。
河東王蕭誉が広州刺史となると、王勱はその下で冠軍河東王長史・南海郡太守となった。蕭誉が嶺南に赴任すると、当地の混乱がつづいたため、失政への処罰をおそれて病と称し、王勱に広州の事務を委任して朝廷に帰還した。王勱の広州統治は清廉なことで知られた。入朝して給事黄門侍郎となった。
侯景の乱が起こると、王勱は江陵に逃れ、湘東王蕭繹の承制のもとで太子中庶子となり、掌相府管記をつとめた。寧遠将軍・晋陵郡太守として出向した。兵乱の後で郡中は疲弊していたため、王勱は簡素な統治につとめた。後に召還されて侍中となり、五兵尚書に転じた。承聖3年（554年）、西魏が江陵に侵攻してくると、元帝（蕭繹）は湘州刺史の蕭循の救援を求め、王勱に湘州の統治を代行させた。江陵が陥落すると、梁王蕭方智の承制のもとで王勱は中書令となった。紹泰元年（555年）、侍中の位を加えられた。
陳霸先が司空となると、王勱は司空長史を兼ねた。太平元年（556年）、陳霸先が丞相となると、王勱は丞相長史を兼ねた。杜龕の乱が起こると、王勱は監呉興郡諸軍事をつとめた。太平2年（557年）、蕭勃の乱が平定されると、王勱は使持節・都督広州等二十州諸軍事・平南将軍・平越中郎将・広州刺史に任じられた。赴任しないうちに衡州刺史に転じた。王琳（王勱の父の王琳とは別人、会稽王氏）が長江中流域をおさえ、衡州・広州も王琳に呼応したため、王勱は衡州に赴任することができず、大庾嶺にとどまった。
天嘉元年（560年）、召還されて侍中・都官尚書となり、任につかないうちに再び中書令となった。太子詹事に転じ、東宮の事務を代行した。金紫光禄大夫の位を加えられ、度支尚書を兼ねた。天康元年（566年）、廃帝が即位すると、王勱は散騎常侍の位を加えられた。太建元年（569年）1月、宣帝が即位すると、王勱は尚書右僕射に転じた。ときに東方で洪水があり、民衆が飢饉に苦しんだため、王勱は仁武将軍・晋陵郡太守に任じられた。後に召還されて中書監となった。太建4年（572年）1月、再び尚書右僕射となり、右軍将軍を兼ねた。同年5月、死去した。享年は67。侍中・中書監の位を追贈された。諡は温といった。

## 伝記資料
- 『陳書』巻17 列伝第11
- 『南史』巻23 列伝第13